# Ban Kasom (Xaysetha)
Ban Kasom – wieś położona w południowo-wschodnim Laosie, w prowincji Attapu, w dystrykcie Xaysetha.